# Montesa (Huesca)
Montesa es una localidad perteneciente al municipio de Hoz y Costeán, en la provincia de Huesca, comunidad autónoma de Aragón, España. 

## Demografía
En 2019 contaba con 11 habitantes.

## Patrimonio

### Iglesia parroquial de San Millán
Se trata de un edificio del siglo XVI pero reformado en el XVIII de planta de cruz latina con una nave dividida en dos tramos cubierta con bóveda de crucería estrellada, mientras que las dos capillas laterales se cubren mediante cúpulas y en los pies se encuentra un coro alto. En el exterior, la portada y el acceso se encuentran bajo un arco de medio punto. También cuenta con una espadaña de dos ojos para el mismo número de campanas aunque hoy en día se ha convertido en una torre campanario.

### Casa Pano
Se trata de la casa solariega de la rama de la población del linaje de los Pano, originario de la misma población, aunque probablemente esta rama procediera de la rama de Burceat, ya que el escudo heráldico es el mismo. Está construido en mampostería, se encuentra dividida en 3 plantas con una fachada desarrollada de forma horizontal, donde se abren cuatro balconadas simétricas bajo un alero volado sustentado por ménsulas; entre éstas se abren las pequeñas ventanas cuadrangulares de la falsa. Su puerta se encuentra bajo un arco de medio punto y sobre ella se ubica un escudo heráldico. 